# Thomas Leverton Donaldson
Pour les articles homonymes, voir Leverton et Donaldson.
Thomas Leverton Donaldson, né le 17 octobre 1795 à Londres et mort le 1er août 1885 dans sa ville natale, est un architecte anglais.

## Biographie
Fils aîné de l'architecte James Donaldson (vers 1756-1843), Thomas Leverton Donaldson voit le jour le 17 octobre 1795 au no 8 de Bloomsbury Square. Ses prénoms rendent hommage à son grand-oncle maternel, Thomas Leverton, architecte de renom.
Après des études classiques à Saint-Albans, Thomas Donaldson travaille en 1809-1810 pour un marchand du Cap de Bonne-Espérance et se porte volontaire pour prendre part à la prise de l'île de France.
De retour à Londres, il apprend l'architecture auprès de son père tout en suivant les cours de la Royal Academy, où il obtient une médaille d'argent en 1817.
Entre la fin des années 1810 et le début des années 1820, Donaldson poursuit sa formation en effectuant le Grand Tour. Ce voyage lui donne l'occasion d'étudier les monuments antiques d'Italie, de Grèce et d'Asie mineure. Les recherches qu'il effectue à Bassae seront incluses quelques années plus tard dans un supplément aux Antiquités d'Athènes de Stuart et Revett. La qualité de ses travaux est reconnue par le sculpteur Antonio Canova, alors président de l'Académie de Saint-Luc à Rome, dont le jeune architecte devient membre en 1822. Il revient ensuite à Londres, où il s'établit définitivement en 1824.

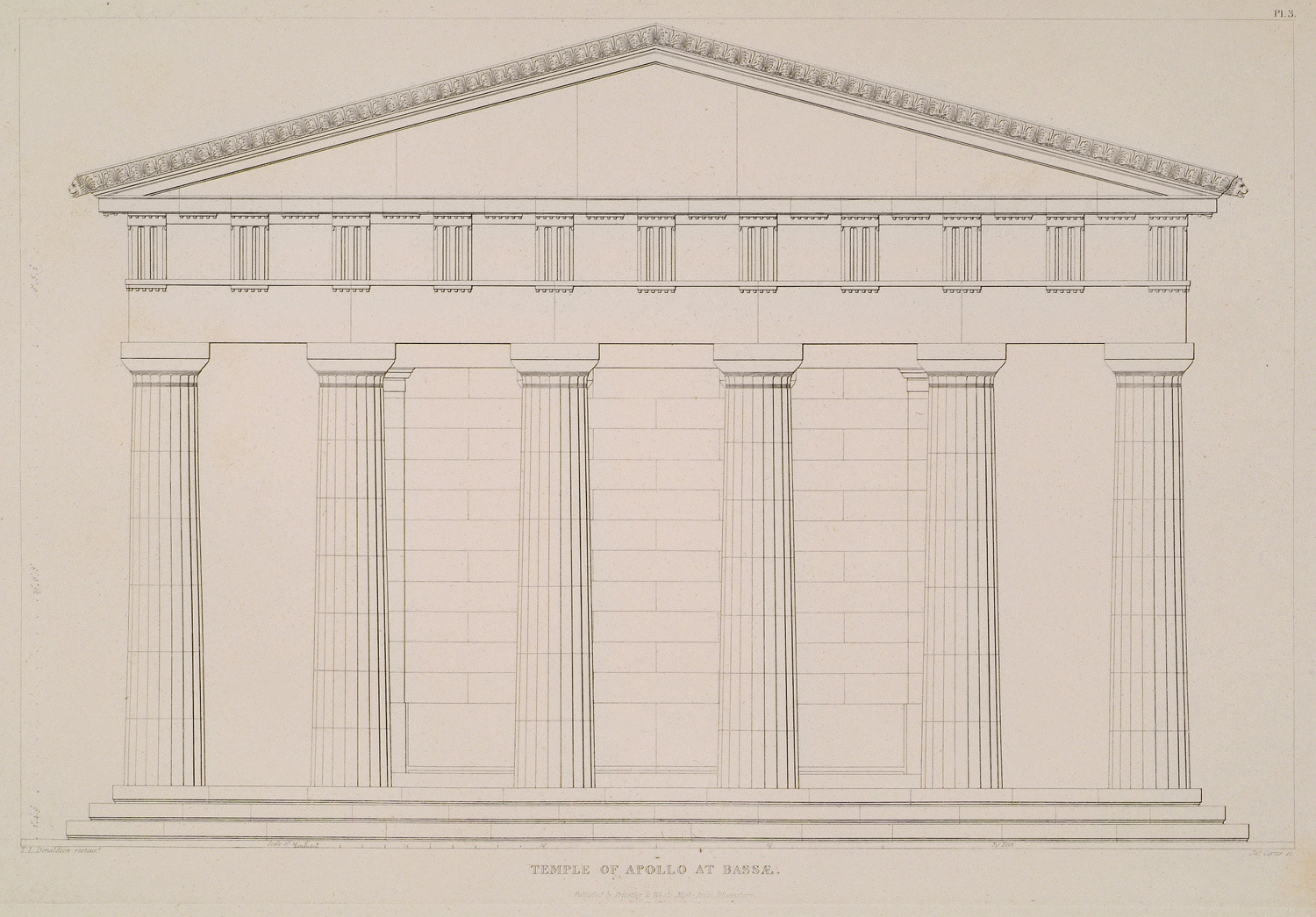
Reconstitution du temple d'Apollon à Bassae (1830).

En 1834, Donaldson est l'un des fondateurs de l'Institut royal des architectes britanniques, qui lui décerne la Médaille d'or royale pour l'architecture en 1851 et dont il devient le président en 1863. À partir de 1841, il enseigne l'architecture à l'University College de Londres.
Le 1er août 1885, Donaldson meurt d'une attaque de bronchite à son domicile du no 21 d'Upper Bedford Place, près de Russell Square, dans le quartier londonien de Bloomsbury. Il est inhumé au cimetière de Brompton.

## Œuvres

### Édifices
Sauf mention contraire, ces bâtiments ont été édifiés à Londres.
- Holy Trinity Brompton (1826-1829)[1]
- (En collaboration avec Pierre-Charles Dusillion) Hope House, no 116 Piccadilly (1847-1849)[1],[2]
- Bibliothèque de l'University College de Londres (1848-1849)[1]
- Hippisley Mansion à Lambourn, Berkshire[1]
- University Hall, Gordon Square[1]
- All Saints Church, Gordon Street[1]
- Scotch Church, Woolwich[1]
- (En collaboration avec Edward Augustus Gruning) Hôpital allemand, Dalston[1]
- Reconstruction du Scottish Corporation Hall, Crane Court, Fleet Street[1]

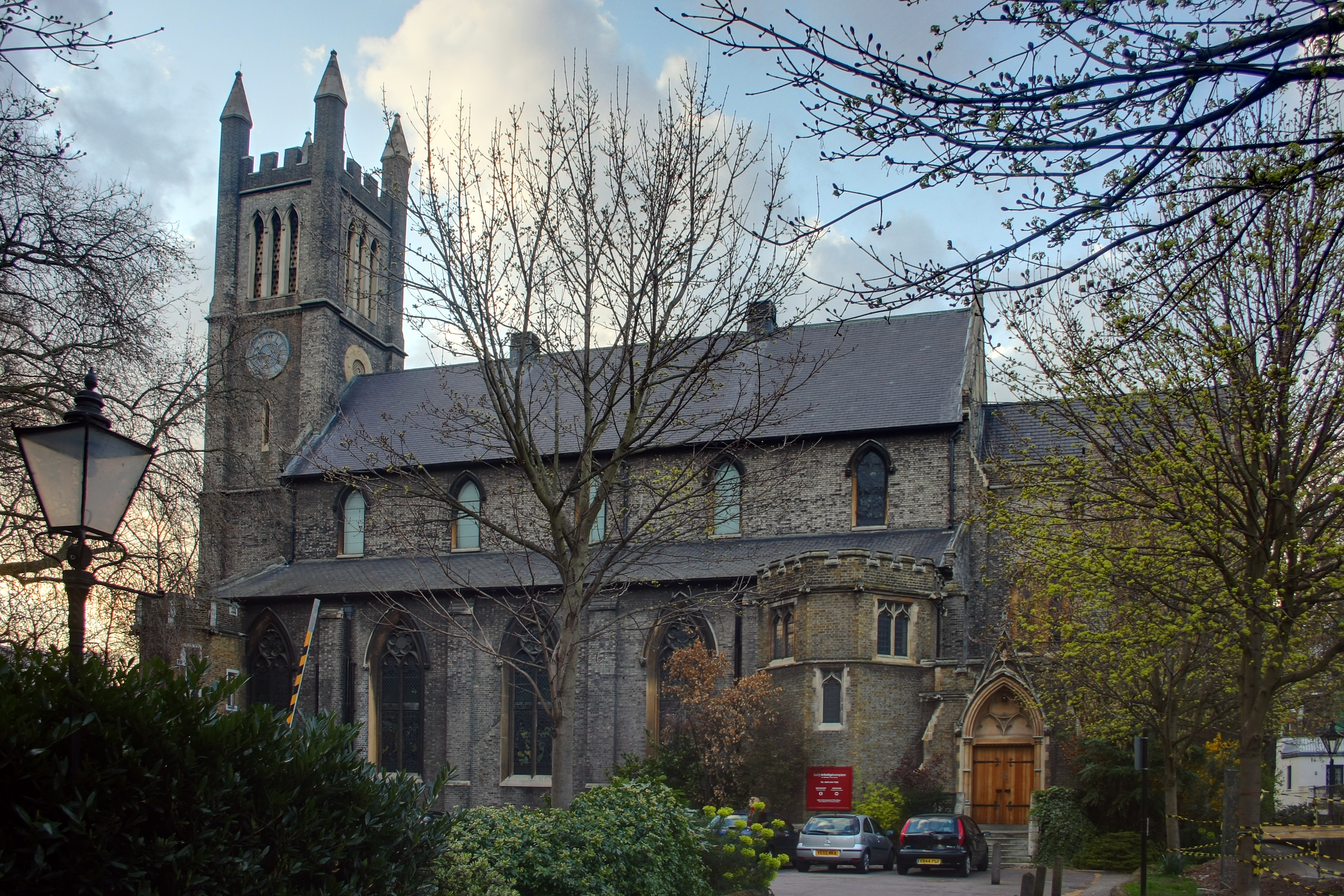
Holy Trinity Brompton (1826-1829).
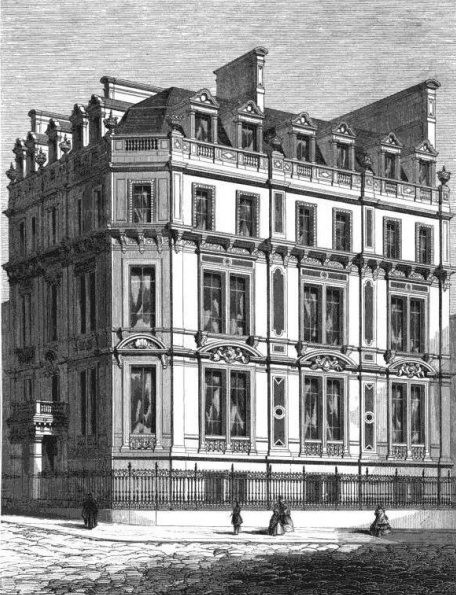
Hope House (1847-1849).
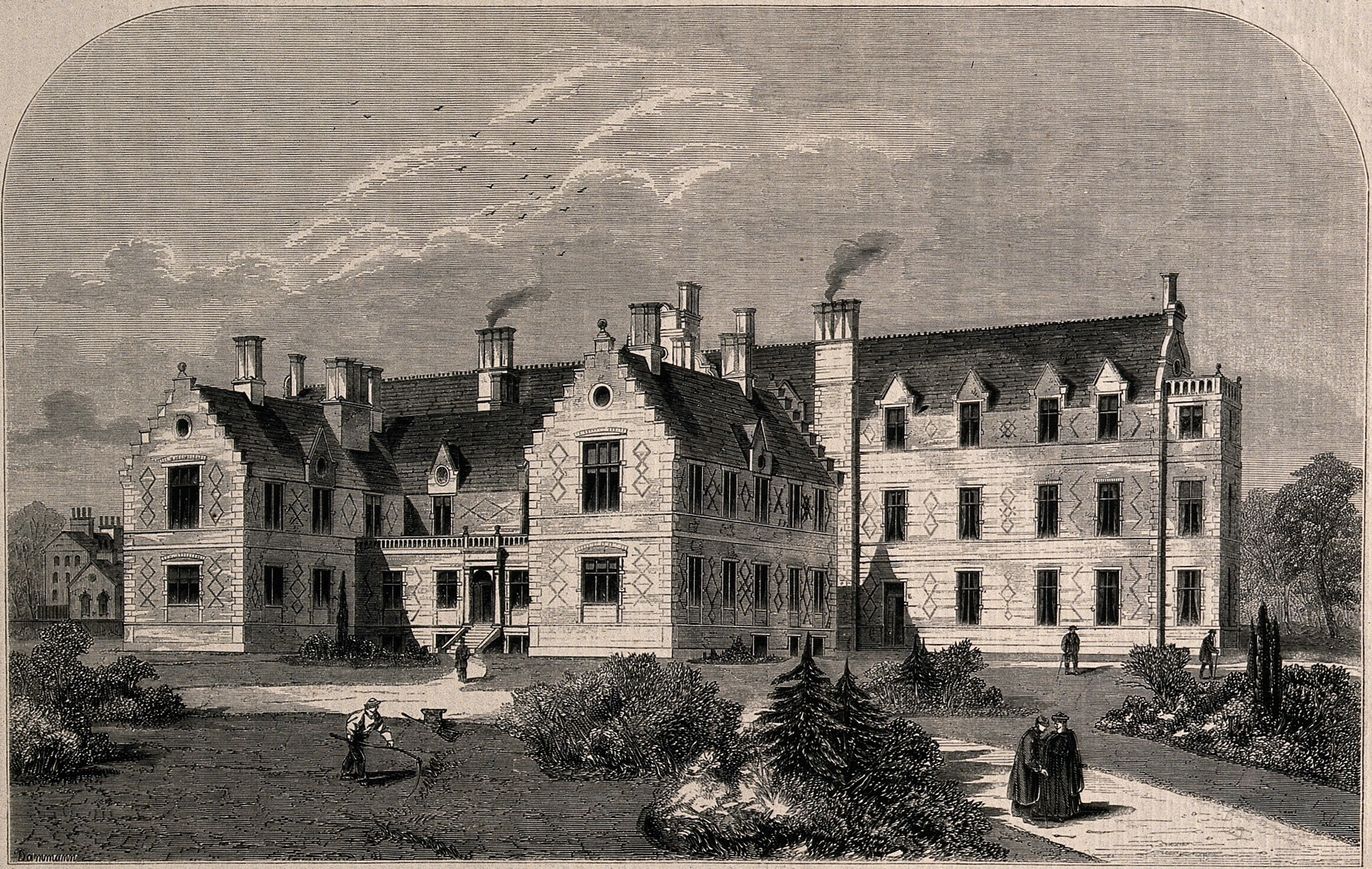
Hôpital allemand, Dalston.

### Publications
- Pompeii, illustrated with picturesque views engraved by W. B. Cooke, 2 volumes, Londres, 1827
- A Collection of the most approved examples of doorways from ancient and modern buildings in Greece and Italy, 1833
- Architectural Maxims and Theorems, 1847
- Architectura numismatica, or Architectural medals of classic antiquity, Londres, 1859
- Handbook of specifications, or Practical guide to the architect, 2 volumes, Londres, 1859
- Memoir of the late Charles Fowler, Londres, 1867